# Catapagurus gracilis
Catapagurus gracilis är en kräftdjursart som först beskrevs av Sidney Irving Smith 1881.  Catapagurus gracilis ingår i släktet Catapagurus och familjen eremitkräftor. Inga underarter finns listade i Catalogue of Life.